# Див на Мору
Див на Мору (фр. Dives-sur-Mer) насеље је и општина у северној Француској у региону Доња Нормандија, у департману Калвадос која припада префектури Лисје.
По подацима из 2011. године у општини је живело 5940 становника, а густина насељености је износила 919,5 становника/km². Општина се простире на површини од 6,46 km². Налази се на средњој надморској висини од 4 метра (максималној 135 m, а минималној 0 m).

## Демографија
| 1962. | 1968. | 1975. | 1982. | 1990. | 1999. | 2011. |
| ----- | ----- | ----- | ----- | ----- | ----- | ----- |
| 6.258 | 6.299 | 5.872 | 5.508 | 5.344 | 5.812 | 5.940 |

График промене броја становника у току последњих година